# New York City Marathon 2008

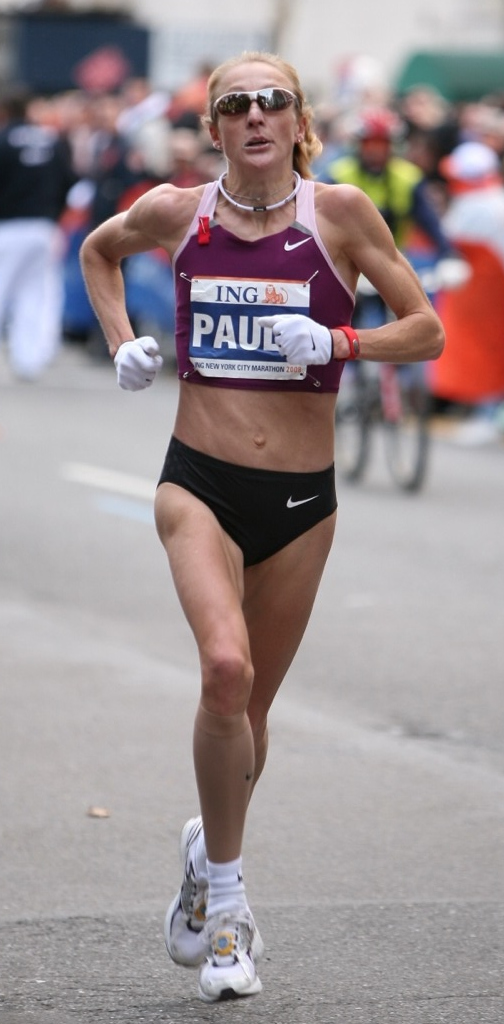
Paula Radciffe tijdens de wedstrijd.

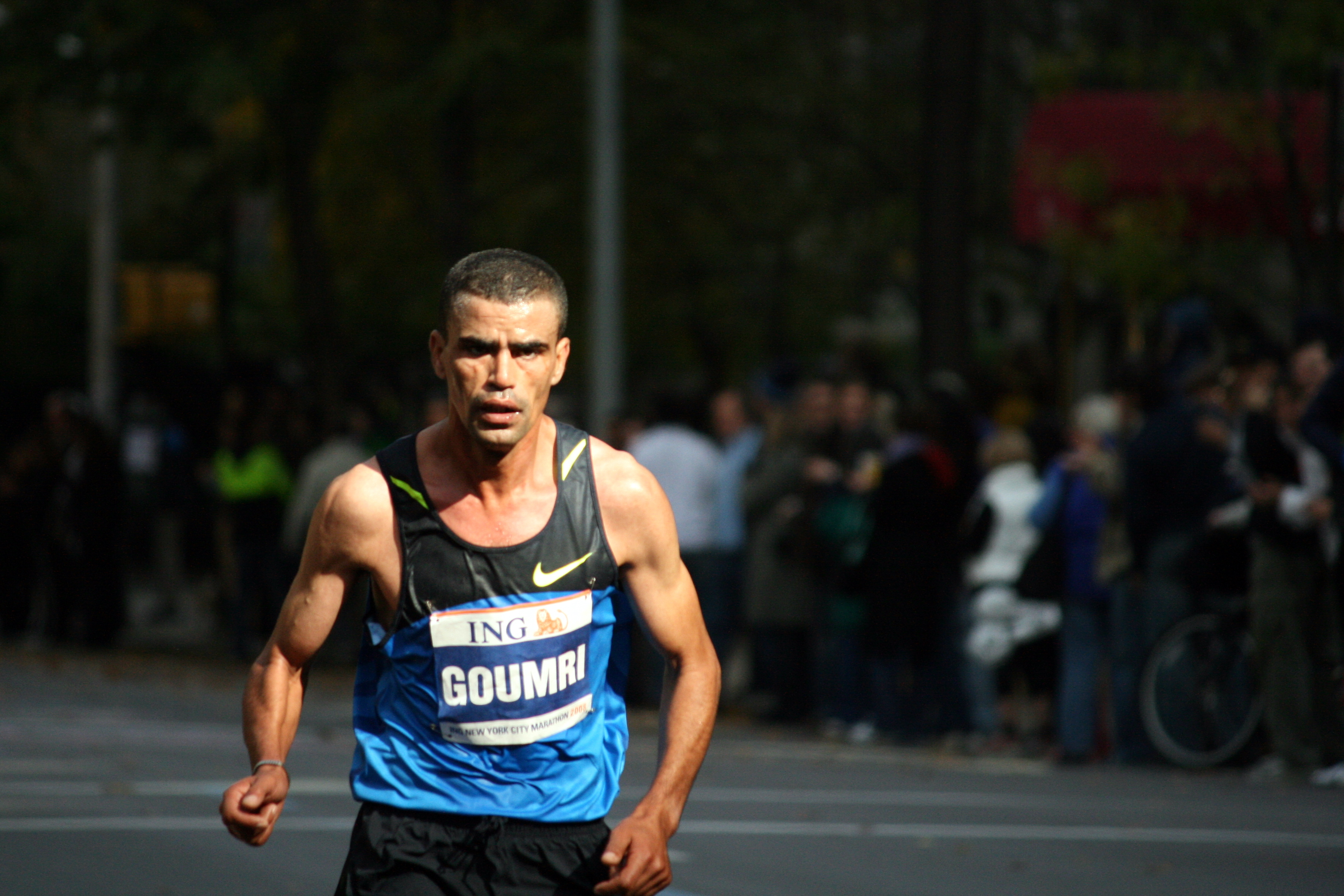
Abderrahim Goumri op weg naar een tweede plaats.

De New York City Marathon 2008 werd gelopen op zondag 2 november 2008. Het was de 39e editie van deze marathon.
De Braziliaan Marilson dos Santos kwam bij de mannen als eerste over de streep in 2:08.43. De Engelse Paula Radcliffe won bij de vrouwen in 2:23.56.
In totaal finishten 37790 marathonlopers, waarvan 24991 mannen en 12799 vrouwen.

## Uitslagen

### Mannen
| rang   | naam                   | land | tijd    |
| ------ | ---------------------- | ---- | ------- |
| Goud   | Marilson dos Santos    | BRA  | 2:08.43 |
| Zilver | Abderrahim Goumri      | MAR  | 2:09.07 |
| Brons  | Daniel Rono            | KEN  | 2:11.22 |
| 4      | Paul Tergat            | KEN  | 2:13.10 |
| 5      | Abderrahime Bouramdane | MAR  | 2:13.33 |
| 6      | Abdi Abdirahman        | USA  | 2:14.17 |
| 7      | Josh Rohatinsky        | USA  | 2:14.23 |
| 8      | Jason Lehmkuhle        | USA  | 2:14.30 |
| 9      | Hosea Rotich           | KEN  | 2:15.25 |
| 10     | Bolota Asmerom         | USA  | 2:16.37 |

### Vrouwen
| rang   | naam               | land | tijd    |
| ------ | ------------------ | ---- | ------- |
| Goud   | Paula Radcliffe    | GBR  | 2:23.56 |
| Zilver | Ljoedmila Petrova  | RUS  | 2:25.43 |
| Brons  | Kara Goucher       | USA  | 2:25.53 |
| 4      | Rita Jeptoo        | KEN  | 2:27.49 |
| 5      | Catherine Ndereba  | KEN  | 2:29.14 |
| 6      | Gete Wami          | ETH  | 2:29.25 |
| 7      | Dire Tune          | ETH  | 2:29.28 |
| 8      | Lidia Şimon        | ROU  | 2:30.04 |
| 9      | Ljoebov Morgoenova | RUS  | 2:30.38 |
| 10     | Katie McGregor     | USA  | 2:31.14 |

1970 ·
1971 ·
1972 ·
1973 ·
1974 ·
1975 ·
1976 ·
1977 ·
1978 ·
1979 ·
1980 ·
1981 ·
1982 ·
1983 ·
1984 ·
1985 ·
1986 ·
1987 ·
1988 ·
1989 ·
1990 ·
1991 ·
1992 ·
1993 ·
1994 ·
1995 ·
1996 ·
1997 ·
1998 ·
1999 ·
2000 ·
2001 ·
2002 ·
2003 ·
2004 ·
2005 ·
2006 ·
2007 ·
2008 ·
2009 ·
2010 ·
2011 ·
2012 · 
2013 ·
2014 ·
2015 ·
2016 ·
2017 ·
2018 ·
2019 ·
2020 · 
2021 ·
2022 ·
2023 ·
2024